# Living Targets
Living Targets ist das dritte Studioalbum der Beatsteaks. 

## Geschichte
Es ist das erste Album der Beatsteaks mit Torsten Scholz am Bass. Das Album sollte ursprünglich The Ordinary Me heißen, weswegen das erste Lied auch mit den Worten „My name is Tom and I am funky“ beginnt. Jedoch wurde dieser Arbeitstitel nicht verwendet. Aufgenommen wurde zunächst im Minirock Studio in Köln mit Uwe Sabirowsky als Produzent, wo unter anderem Let Me In und Summer entstanden. Sänger Arnim Teutoburg-Weiß kommentiert diese Phase mit den Worten:
„Ich dachte so, wir machen 'n super Album - Haben wir ja auch, aber nur zur Hälfte. Also wir haben da schon Hammer-Songs auch aufgenommen, (…) aber wir hatten einfach nicht genug Songs.“
Nach der Rauf auf die Bühne, Unsichtbarer-Tour als Support der Ärzte ging es mit Billy Gould, bekannt als Bassist von Faith No More, ins Tritonus-Studio nach Berlin, um den Rest der Platte aufzunehmen. Die erste Single Summer wurde als Single wegen Verzögerungen beim Pressen der CDs nie offiziell veröffentlicht, war aber später beim bandeigenen Merchandise-Label und Onlineshop Beatstuff erhältlich, sodass Let Me In zur eigentlich ersten Single der Band wurde. Zu den Single-Veröffentlichungen Summer und Let Me In produzierten die Beatsteaks ihre ersten professionellen Videos: das Video zu Summer, produziert von Peter Thorwarth und Ali Eckert, stellt die Band im September 2001 bei der Autofahrt zu einem Auftritt nach Portugal dar. Das Let Me In-Video unter Regie von Bas Vink wurde als Performance-Video gedreht und lief auch relativ häufig im Musikfernsehen, was erheblich zur Bekanntheit der Beatsteaks beitrug.
Als Hidden Track befindet sich wenige Sekunden nach dem Ende von Summer der Track Yeah!

## Titelliste
1. Not Ready to Rock (Teutoburg/Götz/Kurtzke) – 1:27
2. God Knows (Teutoburg/Baumann) – 2:32
3. Let Me In (Teutoburg/Baumann)  – 3:32
4. Soothe Me (Götz) – 2:30
5. Above Us (Teutoburg/Kurtzke/Baumann/Götz) – 3:03
6. This One (Teutoburg/Baumann) – 2:47
7. Disconnected (Teutoburg/Kurtzke/Baumann) – 3:05
8. A-Way (Götz/Scholz) – 3:40
9. Run Run (Teutoburg/Baumann) – 2:55
10. Mirrored (Kurtzke/Scholz) – 3:48
11. To Be Strong (Teutoburg) – 2:49
12. Summer (Teutoburg/Baumann/Götz/Kurtzke) – 3:25 (+ Hidden Track)